# Södermalm
Södermalm, ofta kallad "Söder", är en stadsdel, belägen på en ö med samma namn, i Stockholms innerstad. Den utgör huvuddelen av Södermalms stadsdelsområde. Södermalm har genomgått betydande förändringar från att ha varit en stadsdel främst för arbetare till att bli i synnerhet känd för sin bohemiska karaktär, vilket gör den till ett center för kulturarbetare och de med kreativa yrken. Denna atmosfär återspeglas i det breda utbudet av konstgallerier, musikscener, oberoende teatrar och kreativa utrymmen som präglar området. Södermalm har en varierad arkitektur där moderna konstruktioner står sida vid sida med äldre byggnader.
Stadsdelen har även blivit en populär plats för olika kulturevenemang och festivaler, vilket ytterligare förstärker dess rykte som en kulturell stadsdel. Den bohemiska känslan manifesterar sig också i områdets många kaféer, bokhandlar och second hand-butiker, vilka ofta fungerar som sociala mötesplatser.

## Geografi
Södermalm avgränsas i norr av Slussen och i söder vid Skanstull. De öst–västliga begränsningslinjerna är Danvikskanalens östra sida respektive Bergsund vid Reimersholme. Gränsen till Nacka kommun går inte mitt i Danvikskanalen norr om Danviksbron, utan även kajen på östra sidan kanalen vid Danvikens Hospital hör till Södermalm. Fram till 1994 tillhörde även Sjökvarnsbacken Södermalm, men den överfördes då till Nacka kommun (två hektar). I stort kan man dela upp Södermalm i en östlig del och en västlig del, där Götgatan utgör gränslinjen mellan öst och väst.
Södermalm var fram till vikingatiden en ö, som genom den pågående postglaciala landhöjningen mer och mer sammanväxte med sitt södra omland. Södermalm är en ö igen sedan Hammarbykanalen anlades på 1930-talet. Ytan uppgår till 571 hektar land och 136 hektar vatten. 
Stadsdelen är relativt kuperad. På den norra stranden, mot Riddarfjärden och Saltsjön, reser sig förkastningsbranter, 25–35 meter över havet. Även vattnet längs stranden är djupt, längs Riddarfjärden 12–18 meter djupt, i Saltsjön 21–32 meter djupt. Ovanför Riddarfjärdens södra kaj, ligger Södermalms högsta naturliga punkt, Skinnarviksberget, 53 meter över havet och bjuder på en vacker vy av Gamla stan och Kungsholmen, vid den nordöstra delen reser sig Katarinaberget, 46 meter över havet. Längst i öster ligger Fåfängan, 40 meter över havet. Den centrala och södra delen av Södermalm ligger på 15–25 meter över havet, med några undantag, bland annat Åsöberget (37 meter) och Vita bergen (46 meter). Höjdskillnaden vid den norra stranden har gett upphov till namnet Söders höjder.

## Historik

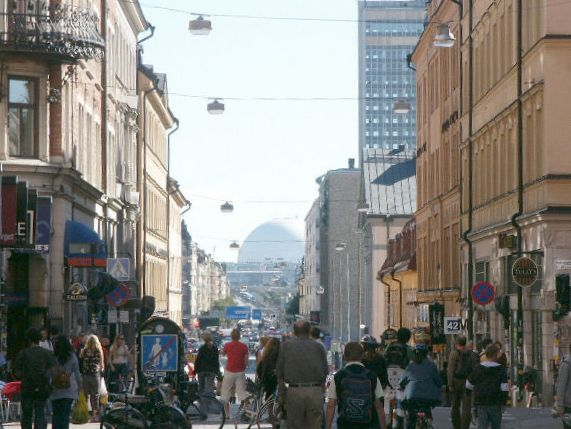
Götgatan söderut.

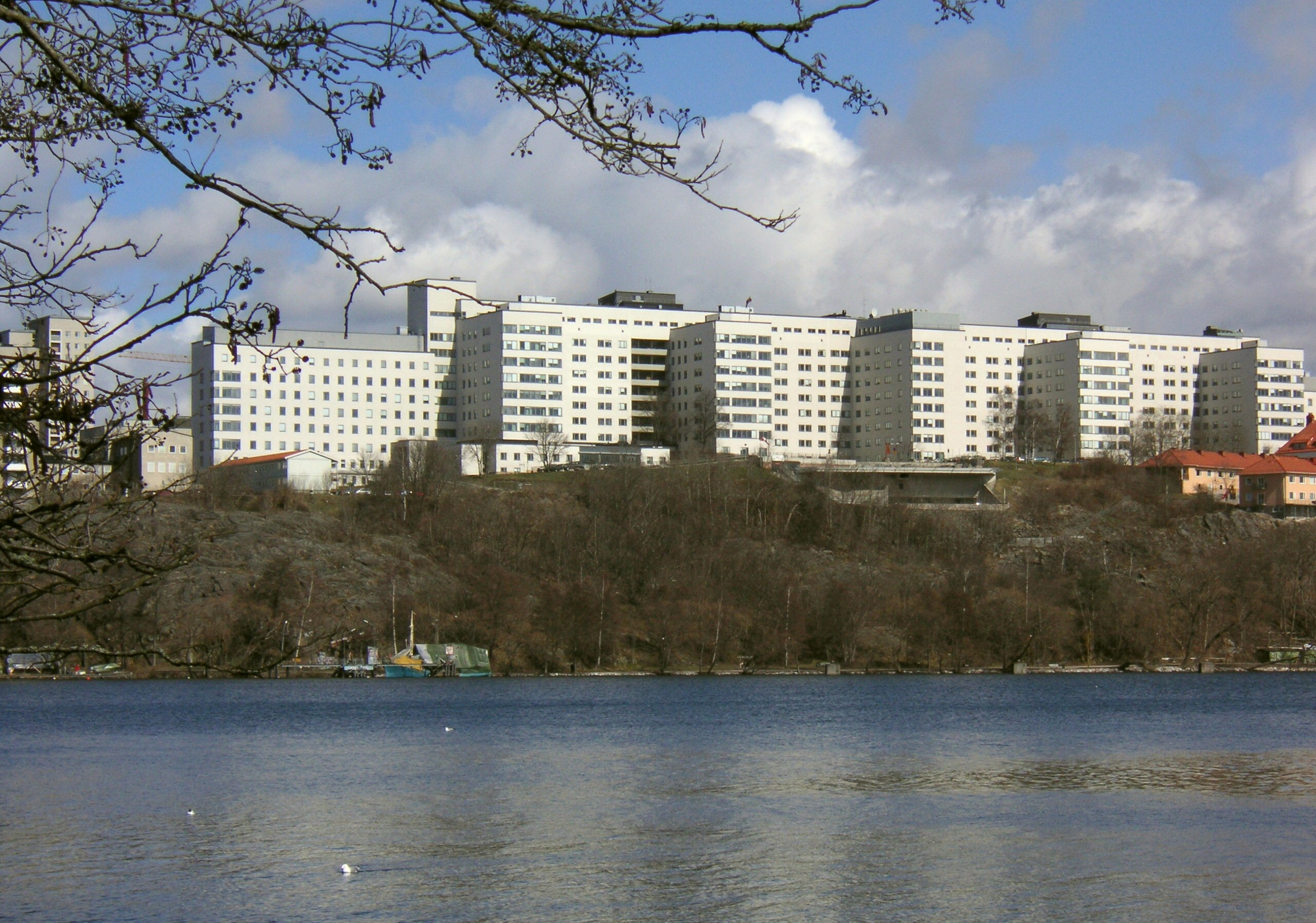
Södersjukhuset.

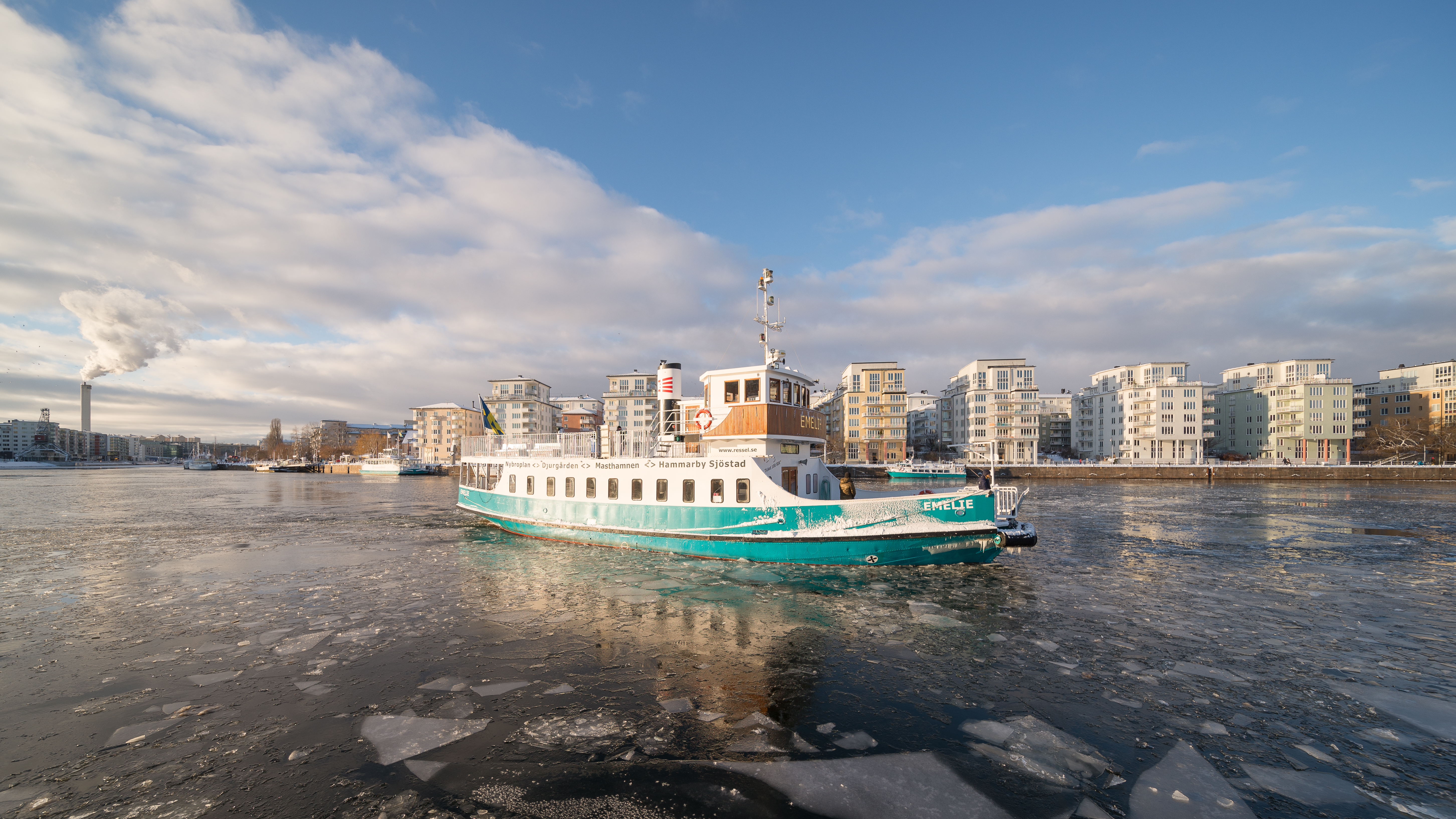
Hammarby sjöstad (Norra Hammarbyhamnen).

Namnet suthraemalm nämns redan 17 juni 1288 i ett brev från biskop Anund Jonsson i Strängnäs och han har då med all säkerhet endast avsett den del av nuvarande Södermalm som låg närmast staden. Benämningen har uppenbarligen kommit till i analogi med namnet på området norr om staden, nuvarande Norrmalm. 
Det ursprungliga namnet på ön är Åsön och förleden i det namnet är fornsvenska as nusvenskt ås och syftar med all sannolikhet på Stockholmsåsen som sträcker sig tvärs över Södermalm. Åsön användes långt in på 1600-talet, i samband med namnrevisionen i Stockholm 1885, lyftes det gamla namnet fram i Åsögatan och Åsöberget.
Södermalm var den av malmarna som bebyggdes tidigast. I mitten av 1300-talet anlades Maria Magdalena kapell på den plats där nu kyrkan ligger. Kapellet är det första tecknet på församlingsbildning och är en indikation på växande fast befolkning på ön. Den fick snart sällskap av det enklare Helga kors kapell, nära nuvarande Katarina kyrka. Men bebyggelsen var både sparsam och enkel, under lång tid skulle en av öns viktigaste uppgifter förbli att skaffa bete till borgarnas boskap. Bebyggelse var i stor utsträckning förbjuden och brändes dessutom ner flera gånger av militära och maktpolitiska skäl. 
År 1527 revs båda kyrkorna ner i samband med Gustav Vasas maktövertagande. På 1570-talet kom slutligen tydliga direktiv på stadens önskan om att växa ut på malmarna. 1591 sträcktes den administrativa kvartersindelningen ut sig på Norr- och Södermalm, ett säkert tecken på växande befolkningstryck. Först på 1620-talet skulle dock Maria Magdalena kyrka återbyggas. 1654 bröts Katarina församling ut från Maria Magdalena församling. 1917 utbröts Sofia församling från Katarina och 1925 utbröts Högalids församling från Maria Magdalena.
Den första bebyggelsen fanns vid Slussen och stadsdelen har brett ut sig åt olika håll längs Götgatan, Hornsgatan och Tjärhovsgatan. Vid 1880-talet hade bebyggelsen nått ned till Skånegatan samt Ringvägen i väster. På 1910-talet fortsatte byggandet i Högalid, 1920-talet vid Bergsund och på 1930-talet vid Eriksdal.
Under industrialiseringen i slutet av 1800-talet växte Södermalm snabbt och blev främst arbetarklassens bostadsområde, vilket beskrivs i Per Anders Fogelströms romanserie Mina drömmars stad. Idag har Södermalm gentrifierats med betydande shoppingområden och dyra bostäder.
Hammarby roddförening bildades 1889 på Bondegatan. År 1897 blev de Hammarby IF då de hade börjat utöva andra idrotter än rodd. Hammarby IF förknippas starkt med Södermalm. Fotbollslaget spelade fram till 1939 på Kanalplan, där damlaget numera huserar. Med ökat publiktryck kom man att flytta till Johanneshovs IP och 1967 till den nybyggda Söderstadion. Från 2013 är Tele2 Arena klubbens hemmaarena.
År 1934 uppgick antalet invånare till 144 500. 1938 hade antalet ökat till 147 466, men minskade sedan stadigt för att 1981 vara nere i 71 656 invånare. Därefter har befolkningen sakta ökat.

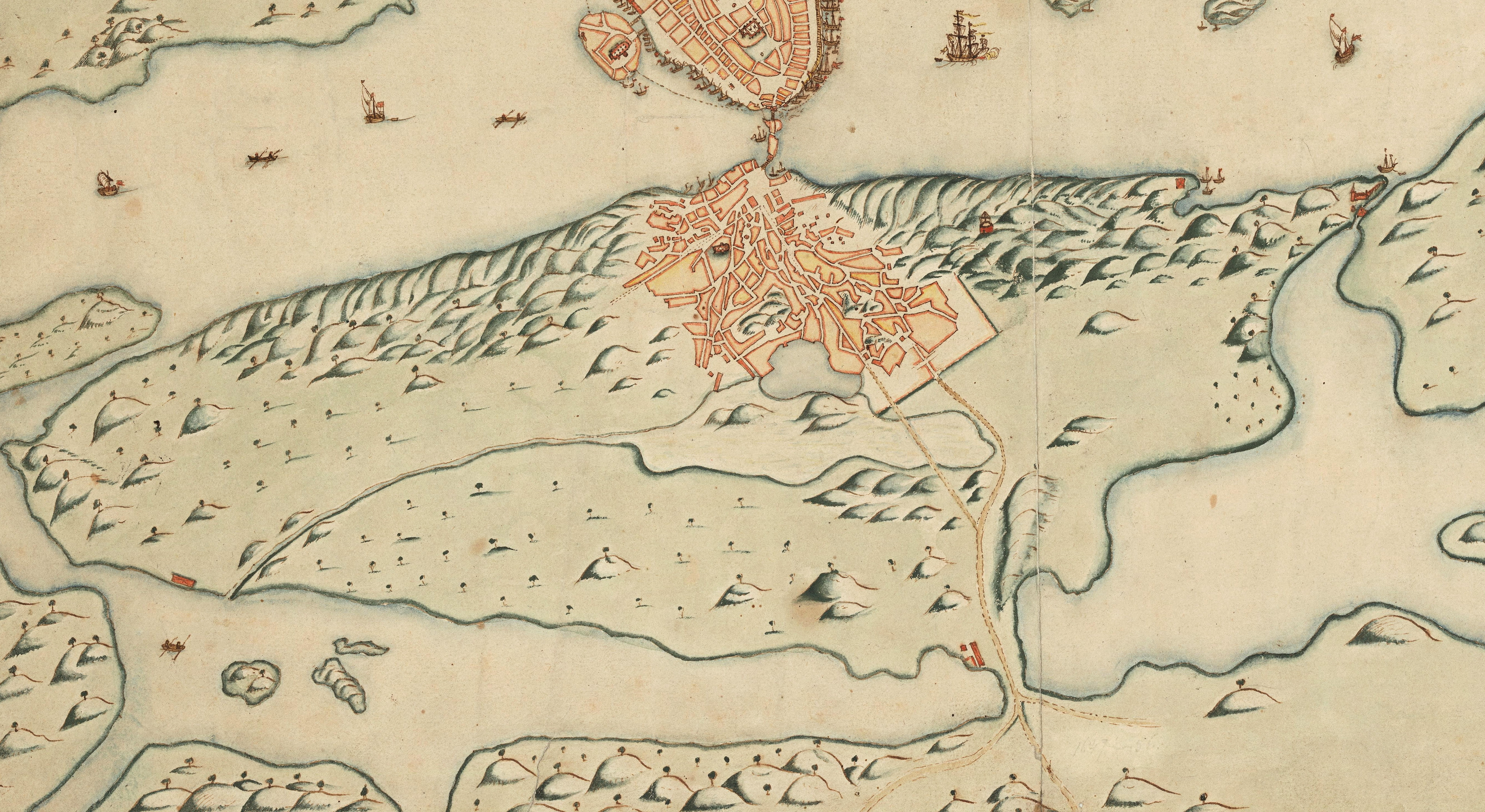
Södermalm på 1640-talet, betecknas som Stockholms äldsta handritade karta.
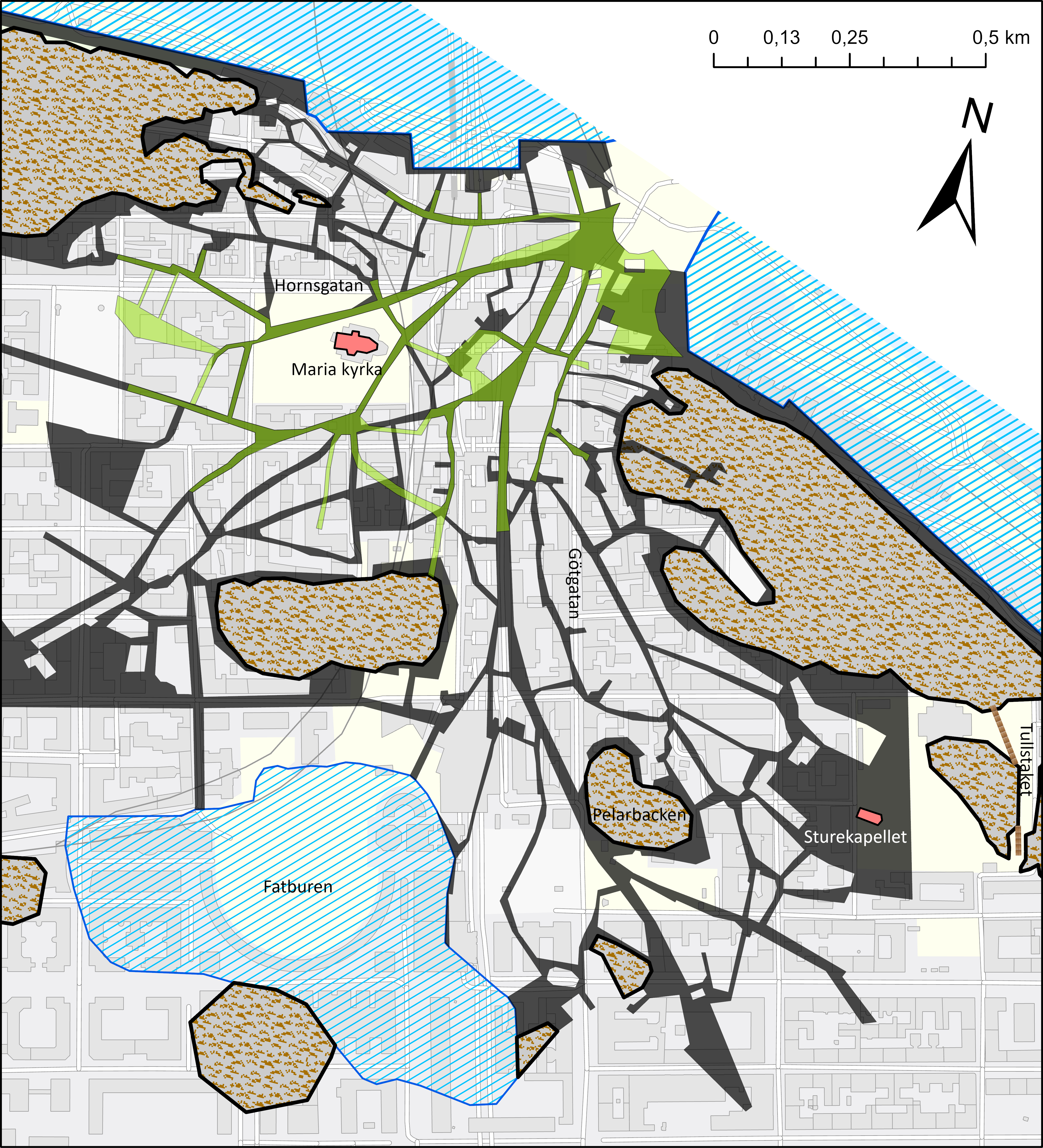
Södermalms gator ca 1640, överlagrat det moderna gatnätet.
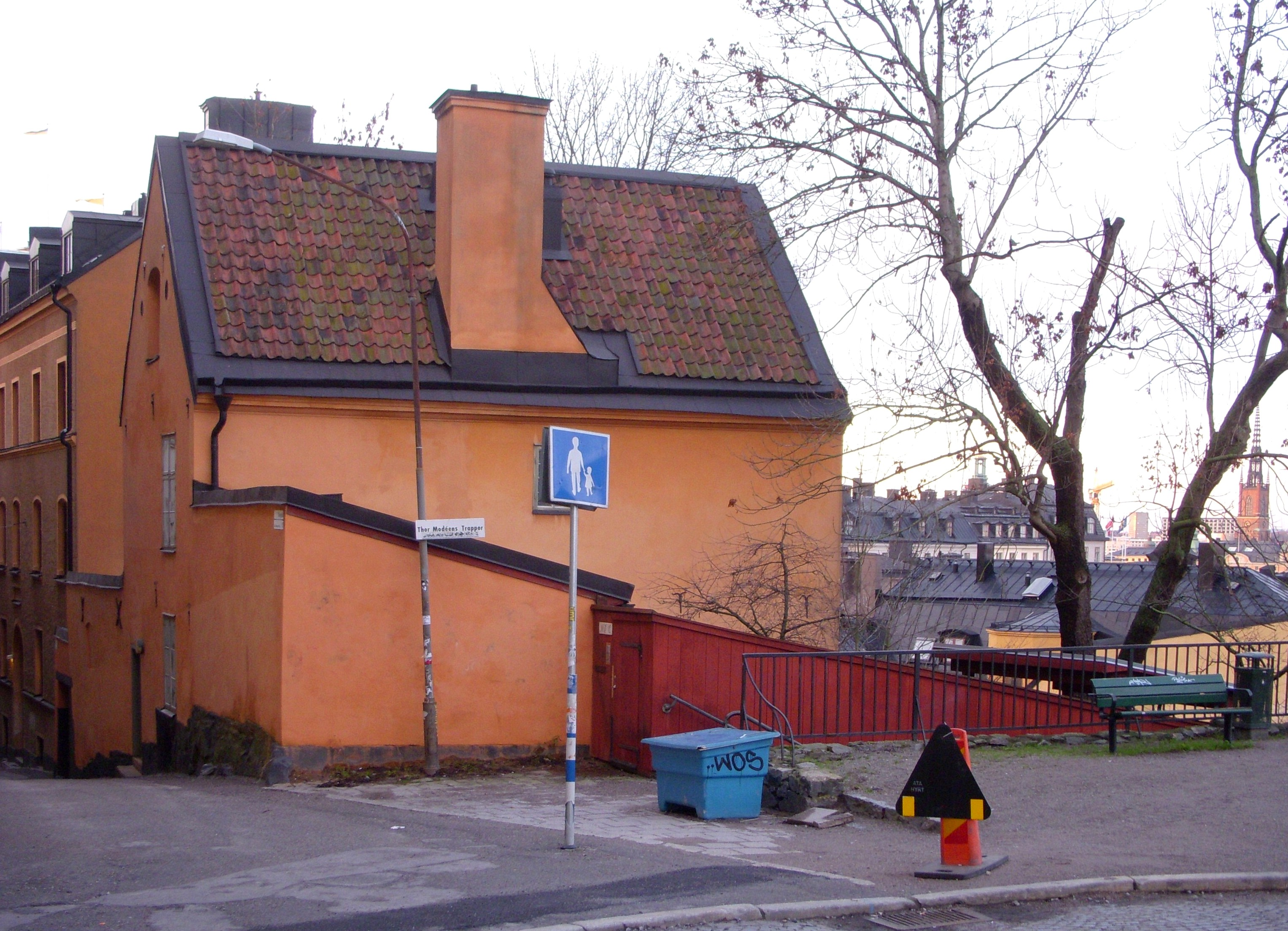
Klevgränd 1C, Södermalms äldsta profana stenhus från tidigt 1600-tal.
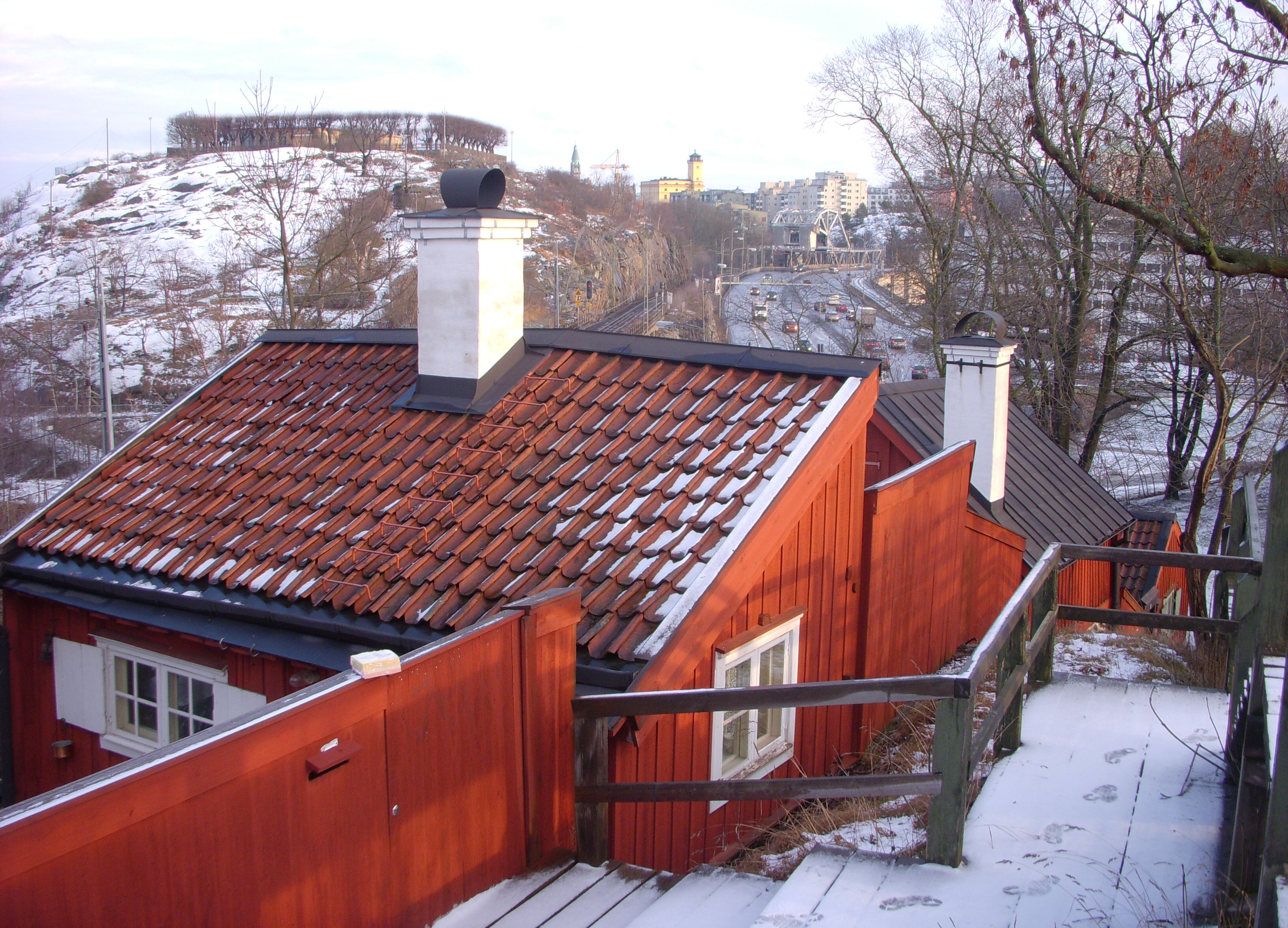
Fåfängan och Kvastmakartrappan.
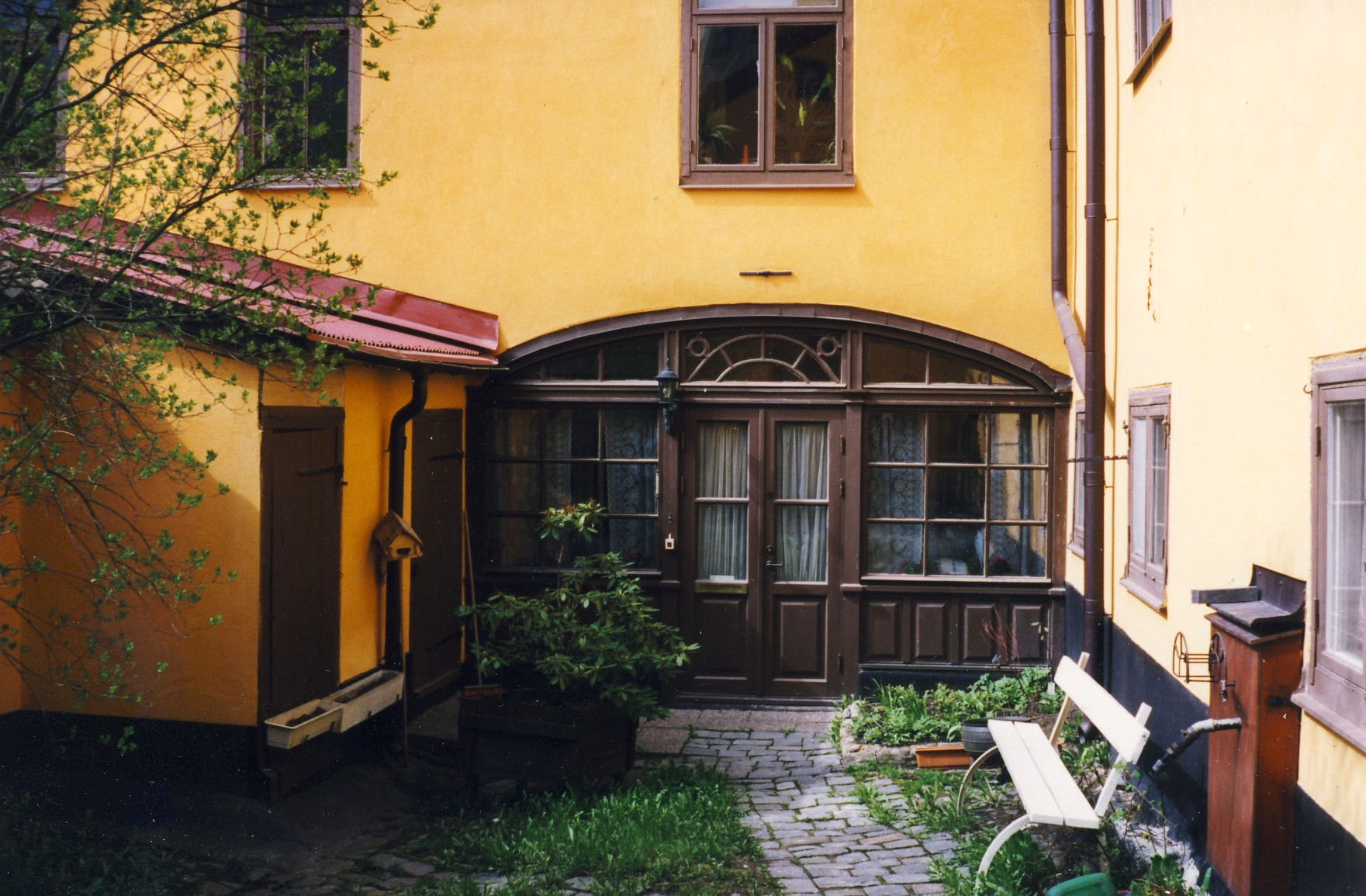
Ursprungliga miljöer påträffas till exempel i kvarteret Häckelfjäll vid Svartensgatan.

## Stadsplanering
I november 1641 beslutade riksrådet att starta rifvandet på Södermalm. Stadsplanen för Södermalms nordliga delar från 1641 eller 1642 upprättades troligen av Anders Torstensson, då den bär tydligt hans handstil beträffande terränganpassning, utformning och variation. Gaturegleringen började 1641–1642 och tog fart 1644 med en rak nord-sydlig gående Stora Göthe gatan (senare Götgatan) från Södra stadshuset till Skanstull. I planen fanns inget nytt torg inritat, det befintliga Södermalmstorg vid Södra Stadshuset var uppenbarligen tänkt att fungera som centrum för den södra stadsdelen.
Nästa större ingrepp i Södermalms gatunät kom med Albert Lindhagens stadsplaneringar i slutet på 1800-talet. På Södermalm föreslog Lindhagen en halvcirkelformad Södra Esplanaden (senare Ringvägen) som skulle sträcka sig från Söder Mälarstrand vid Skinnarviksparken ända fram till Danvikstull. Här fanns en föregångare till en ringled runt Stockholm. Ringvägen blev kortare än Lindhagen hade föreslagit och kopplades aldrig till Söder Mälarstrand och inte heller till Tegelviken.

## Gator och torg
Några av de mer välkända gatorna och torgen på Södermalm är Götgatan (omtalad vid namn 1644), Hornsgatan och Mariatorget. En omfattande reglering av gatunätet påbörjades 1642 genom stadsingenjören Anders Torstenson som en del av en större stadsplanering i Stockholm under 1600-talet under Clas Larsson Fleming. Ytterligare en reglering ägde rum i slutet av 1800-talet med Lindhagenplanen.

## Intressanta byggnader och institutioner
Med sin 120 000m² stora våningsyta är Södersjukhuset Södermalms största byggnadskomplex. Det invigdes den 3 april 1944 och var då Nordens största sjukhus. I ett bergrum under Södersjukhuset finns ett modernt akut- och katastrofmedicinskt centrum, Disaster Emergency Center som invigdes den 25 november 1994. 
Södermalms högsta byggnad är Skrapan, byggnaden är 84 meter hög och har 26 våningar. Den stod klar 1959. Ursprungligen uppförd för skattemyndigheten är huset sedan 2007 ombyggd till studentbostäder. Ett annat välkänt landmärke är Katarinahissen vid Slussen. Nuvarande Katarinahissen invigdes ungefär samtidigt som Slussens trafikknut år 1935. Dock fungerar inte själva hissen längre sedan ett antal år tillbaka. Stålkonstruktionen har renoverats som en del av Slussens ombyggnad och hissen kommer att tas i drift igen när ombyggnaden av Katarinahuset slutförts.
Medborgarplatsen med Medborgarhuset, Söderhallarna, restauranger och biografer är stadsdelens publika centrum. Bland nyare byggnadsverk kan nämnas bostadsbebyggelsen Bofills båge och  Söder torn (i början kallad Haglunds pinne) som uppfördes på 1990-talet på Södra stations gamla bangårdsområde. Intill Hammarbykanalen uppstod på 1990-talet även bostadsområdet Norra Hammarbyhamnen. Vid södra sidan av Södermalm, intill Skanstullsbron och Johanneshovsbron finns Eriksdalsbadet, vars nya byggnad öppnades 1999.

## Industrianläggningar
En äldre industrianläggning är Münchenbryggeriet vid Söder Mälarstrand. Bryggeriet började sin tillverkning och försäljning av öl i april 1857. 1971 var ölepoken slut och efter en omfattande ombyggnad fram till 1985 är Münchenbryggeriet numera ett mäss- och konferenscenter. Det fanns flera andra ölbryggerier på Södermalm, bland dem Neumüllers Bryggeri, Nürnbergs Bryggeri, Piehls Bryggeri och Pilsenerbryggeriet. På det senares tomt står idag Åhléns Söder och Clarion Hotel Stockholm. Vid 1700-talets mitt var Olof Ströms bryggeri i kvarteret Tegen stadens största och blev 1785 till Katarina kronobränneri. Efter 1831 låg Katarina sjukhus i bryggeriets gamla lokaler.
Medan industribyggnaderna efter Münchenbryggeriet, Neumüllers Bryggeriet och Katarina kronobränneri bevarades revs flera stora industrianläggningar, exempelvis Liljeholmens Stearinfabriks, vid Danvikstull och Hellgrens tobaksfabrik i kvarteret Nattugglan strax söder om Medborgarplatsen samt Årstaverken, stadens första vattenverk vid Årstaviken. Kvar finns delar av Barnängens fabriksbyggnader på östra Södermalm.

## Skolor
Det finns minst tio kommunala grundskolor på Södermalm och fem kommunala gymnasieskolor. Bland större skolor kan nämnas  Södra Latin, Åsö vuxengymnasium, Sofia skola och Eriksdalsskolan. Stadsdelens första allmänna skola var Malongen, en fabriksbyggnad från 1660 som Stockholms stad 1867 lät ombygga till Katarina södra folkskola. Bland nybyggda skolor räknas Katarina södra skola vid Katarina bangata och Katarina norra skola vid Tjärhovsgatan bland Stockholms äldsta folkskolor, byggda 1888 respektive 1895, båda uppfördes efter ritningar av arkitekt Wilhelm Bergström.

## Kulturhistorisk klassificering
På Södermalm finns ett stort antal bevarade byggnader och bostadsområden som anses av Stockholms stadsmuseum som särskild värdefulla och är av museet blåklassade, vilket är den högsta klassen. Den innebär att bebyggelsens kulturhistoriska värde av stadsmuseet anses motsvara fordringarna för byggnadsminnen i Kulturmiljölagen. Kulturminneslagen är den starkaste lag som finns i Sverige för skydd av kulturhistoriskt värdefull bebyggelse. Utöver Södermalms kyrkor och den historiska trähusbebyggelsen från 1700-talet vid exempelvis Mäster Mikaels gata, Stigbergsgatan, Åsögatan, Kvastmakarbacken och Bergsprängargränd ingår bland annat följande byggnader och områden:
(Urval i alfabetisk ordning.)

- Barnängens herrgård
- Björns trädgård
- Blecktornsområdet
- Bofills båge
- Ersta malmgård
- Faggens krog
- Louis De Geers palats
- Gröna gården
- Groens malmgård
- Hellgrenska palatset
- Hovings malmgård
- Klevgränd 1C (Södermalms äldsta profana stenhus)
- Malongen (Stockholms äldsta bevarade industribyggnad)
- Kvarteret Marmorn
- Mariaskolan
- Medborgarhuset
- Kvarteret Metern
- Monteliushuset
- Münchenbryggeriet
- Neumüllers Bryggeri
- Patons malmgård
- Paulis malmgård
- Tanto
- Skeppsbyggmästarbostället
- Södra Latin
- Södra stadshuset
- Kvarteret Tegen
- Törnquistska slaktargården
- Kvarteret Överkikaren
- Västerbron
- Wirwachs malmgård
- Östra Årstabron

### Bilder, blåklassade byggnader (urval)

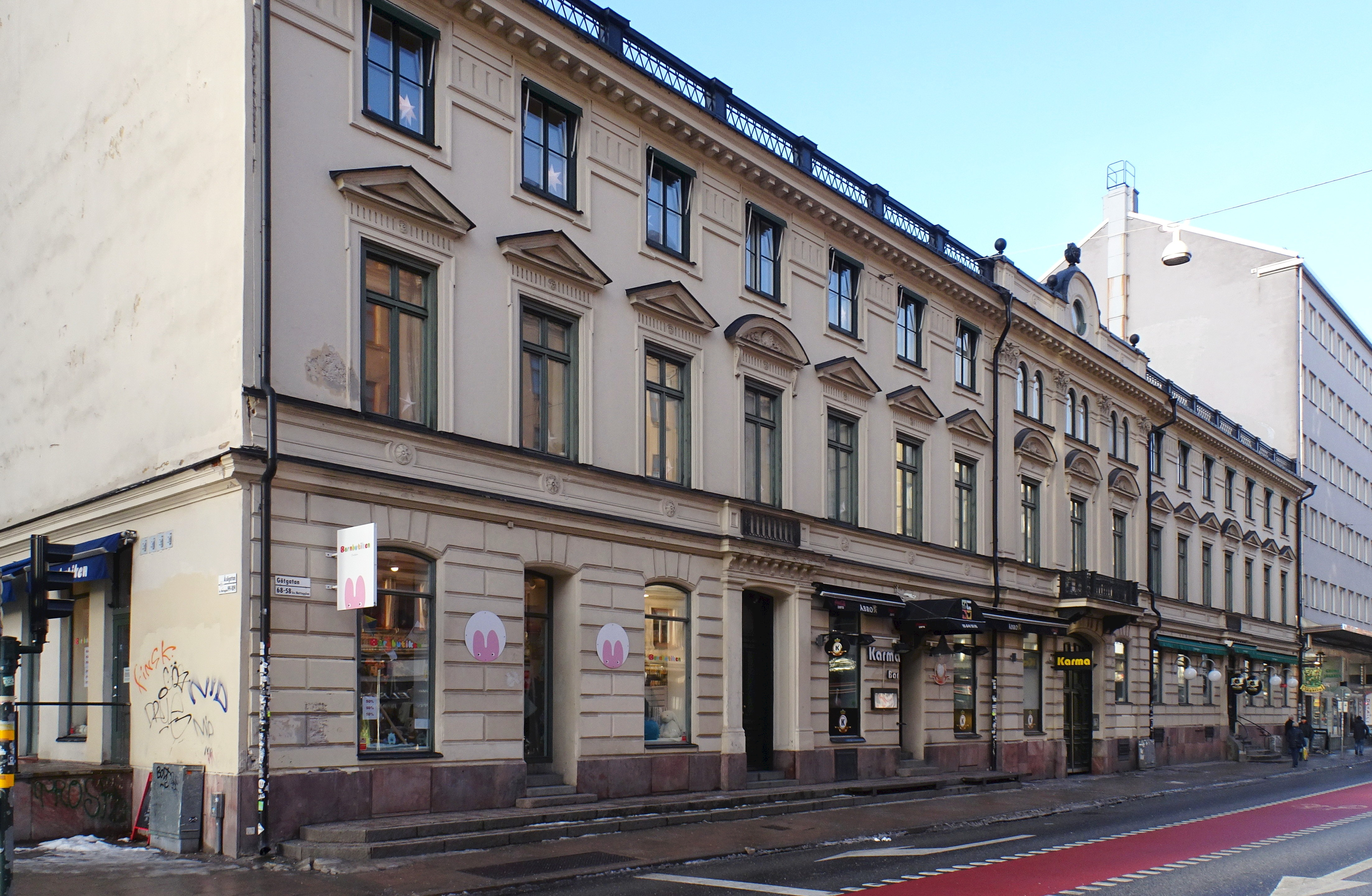
Hellgrenska palatset
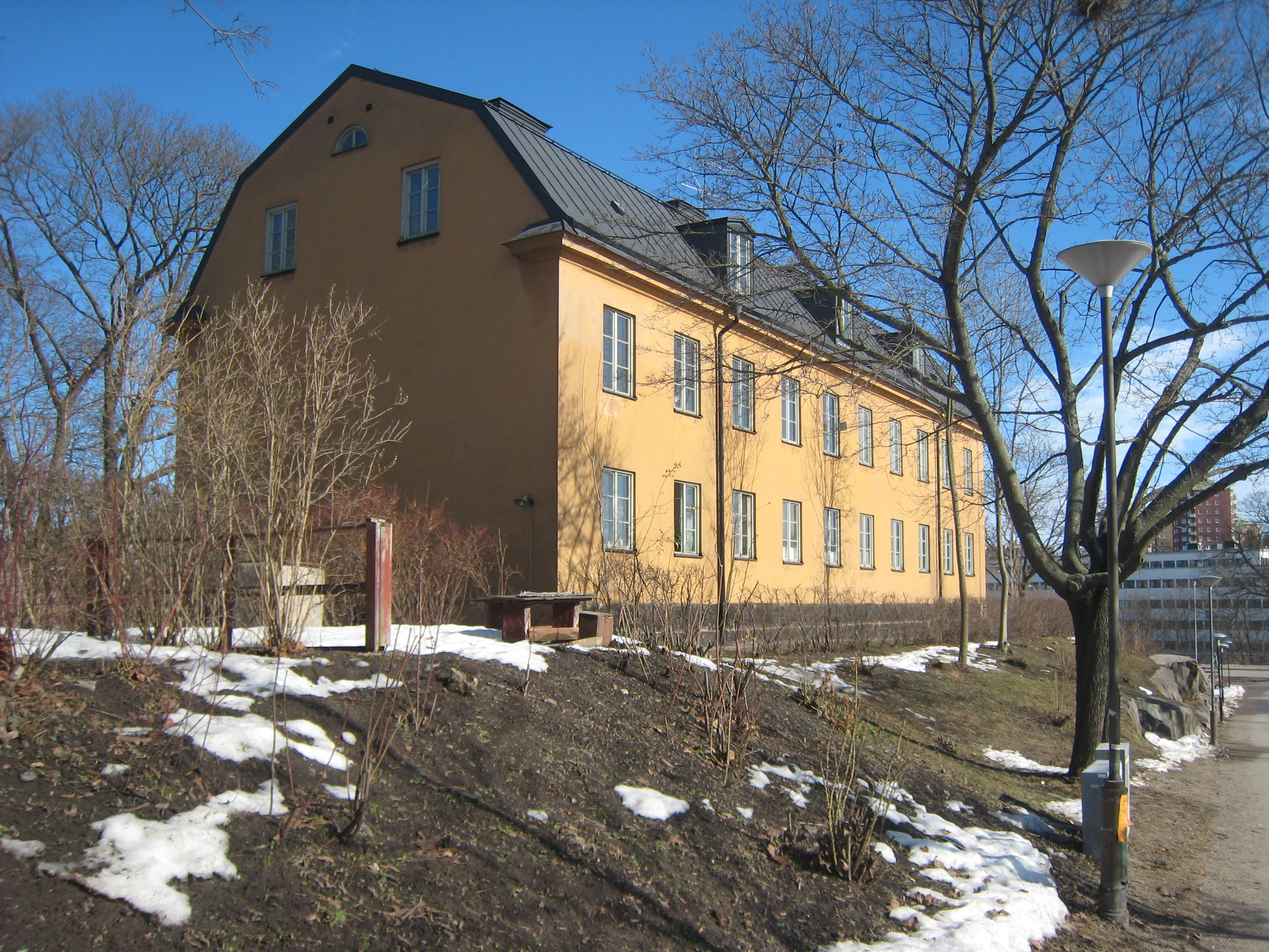
Gröna gården
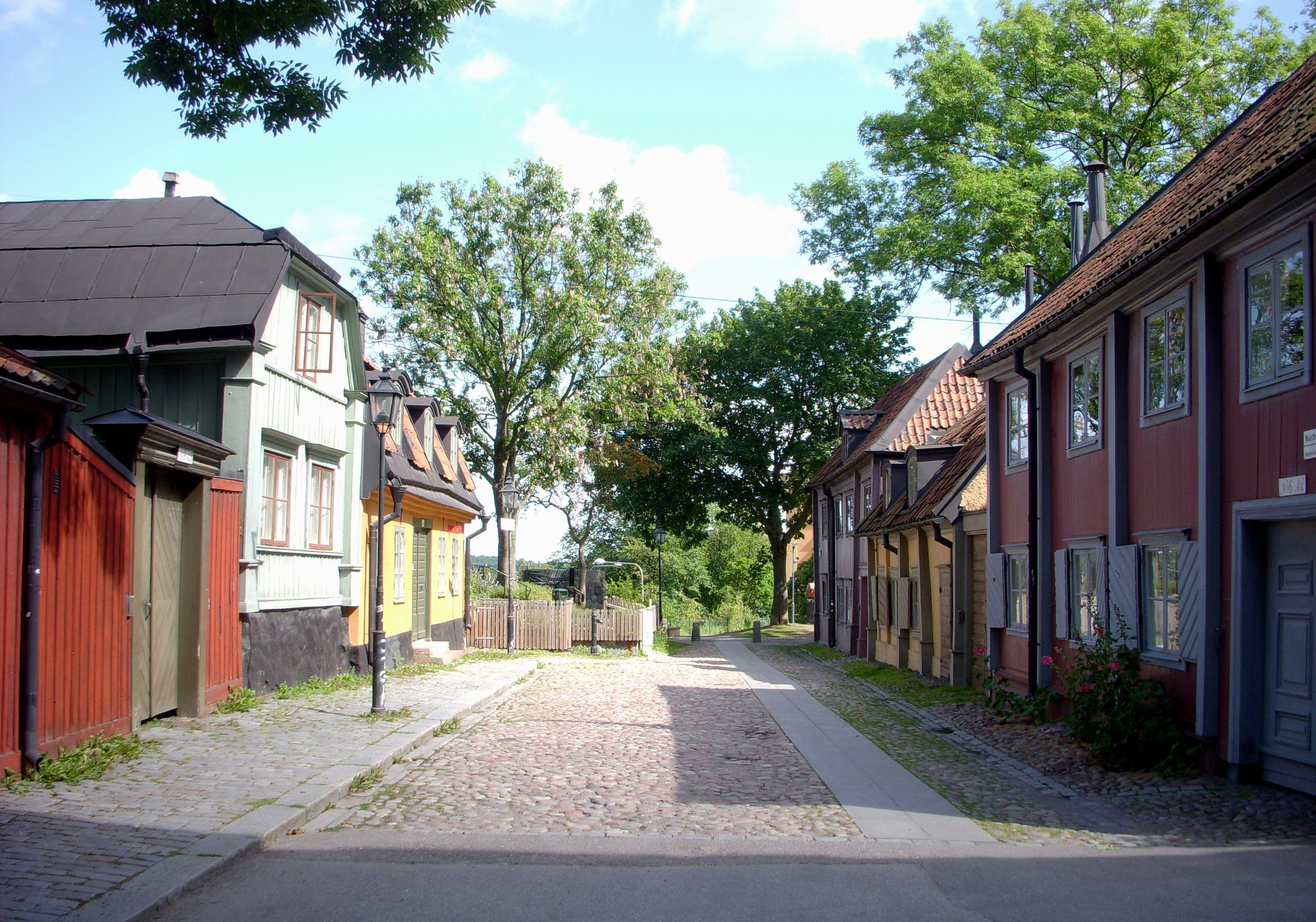
Mäster Mikaels gata
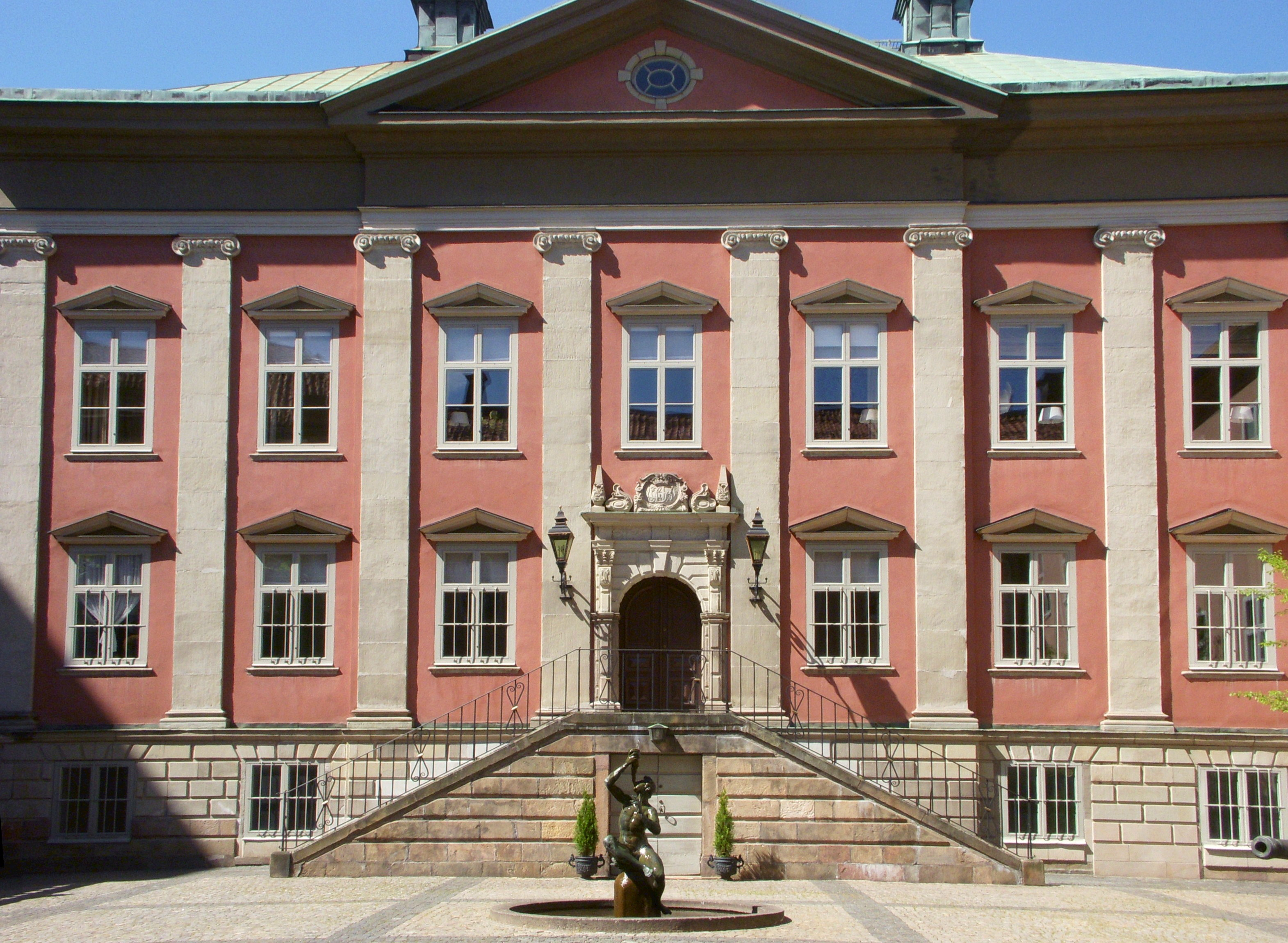
Louis De Geers palats

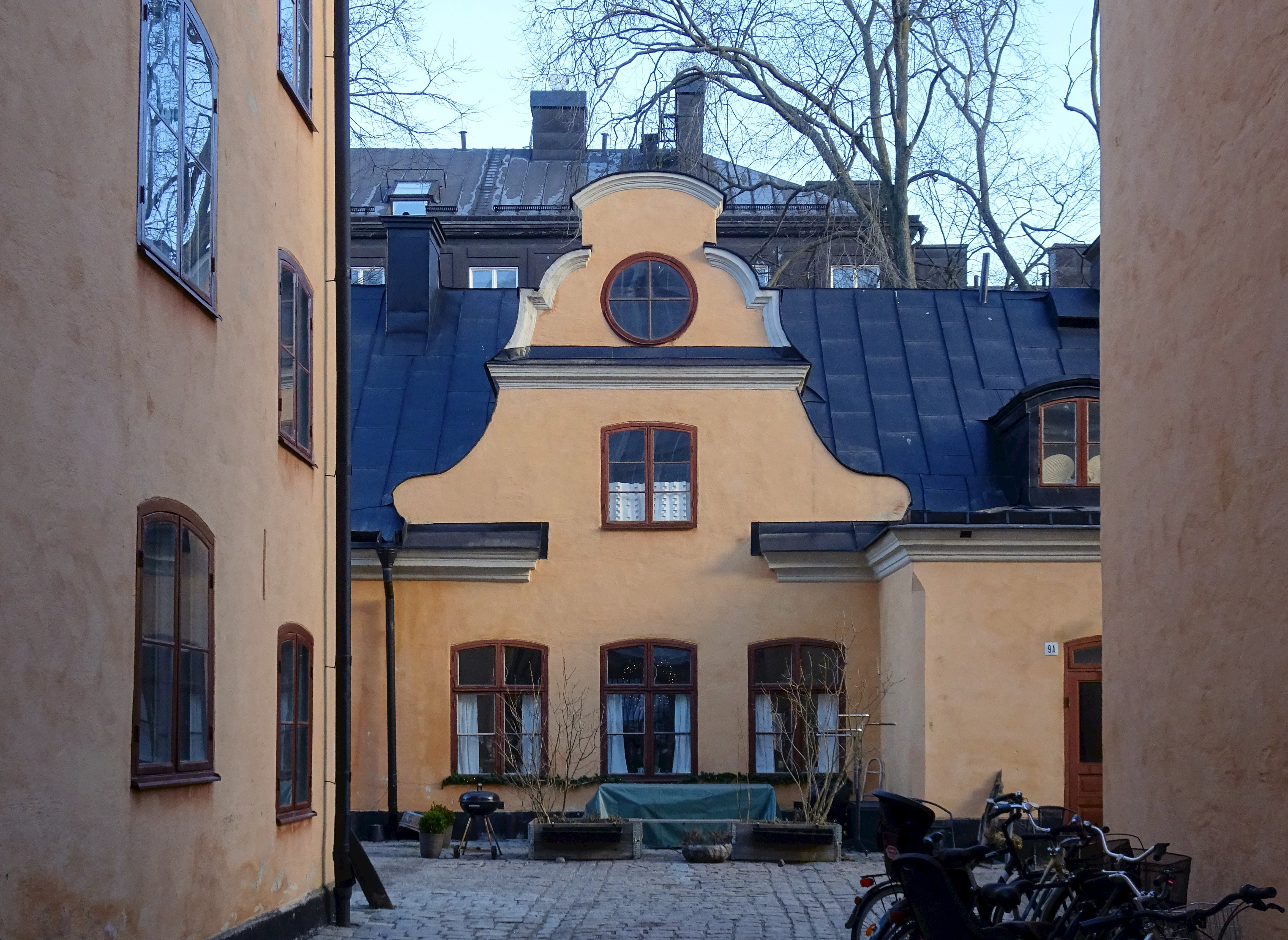
Kvarteret Tegen
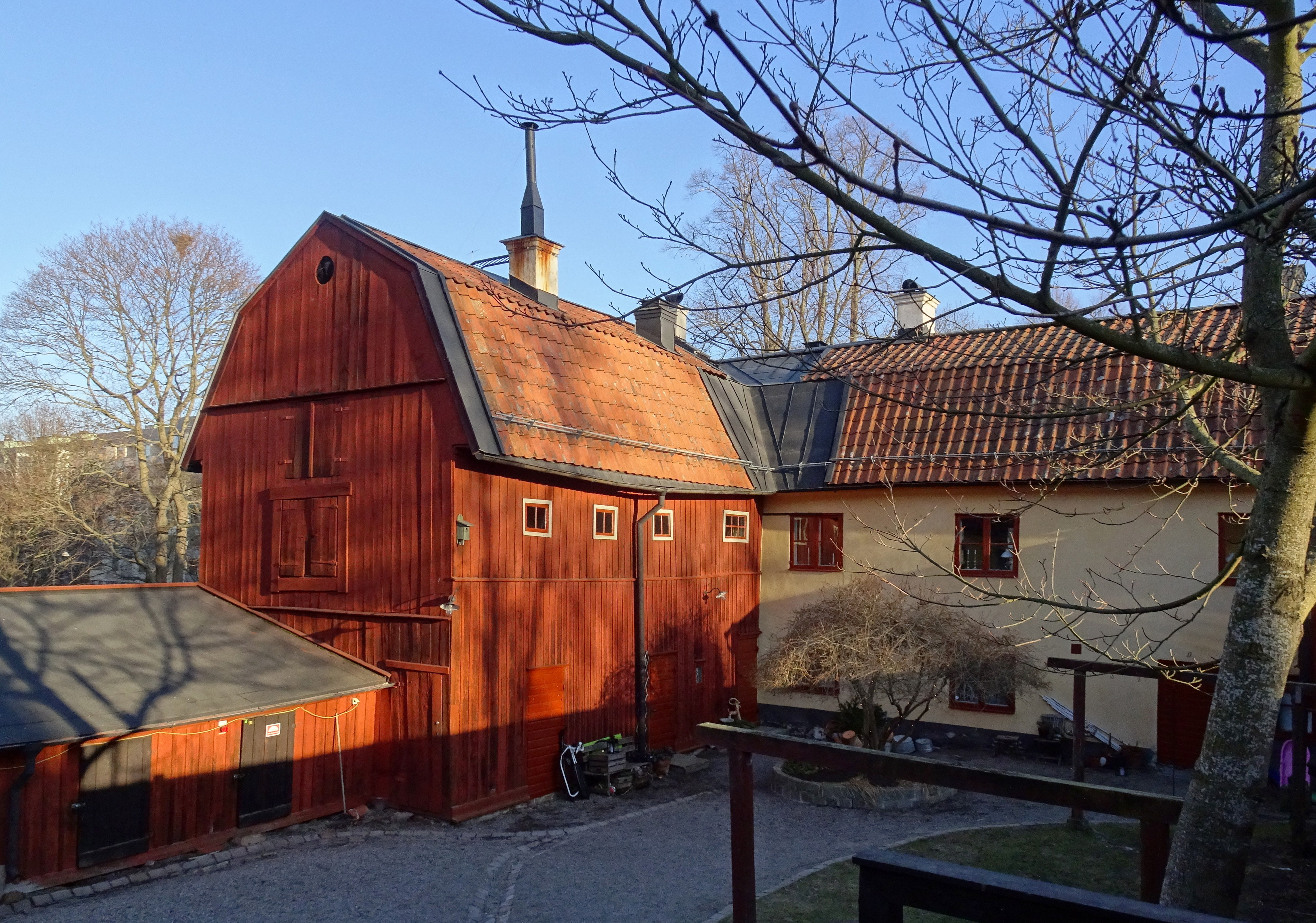
Faggens krog
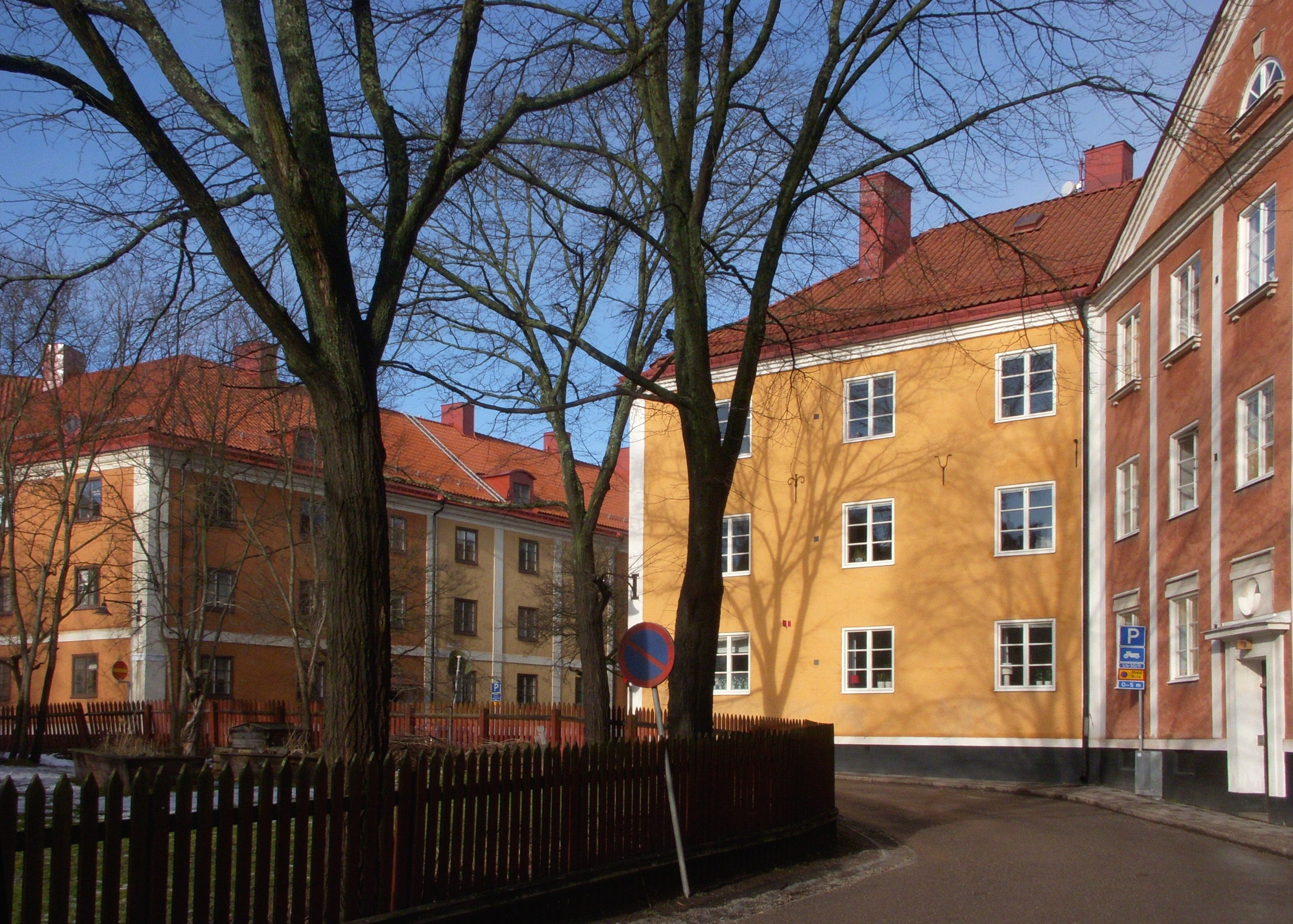
Blecktornsområdet
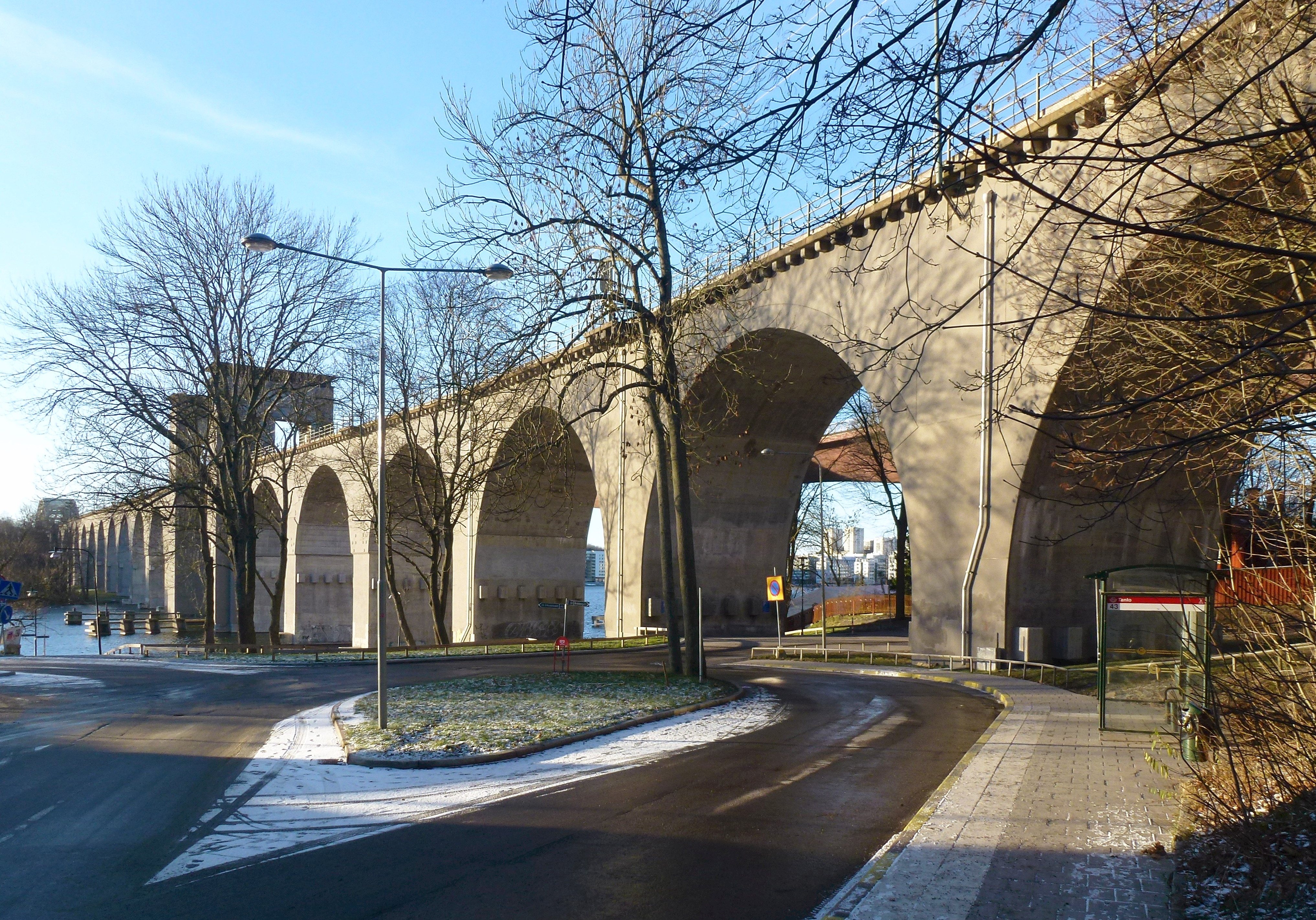
Östra Årstabron